# Kolumbán Vilmos József
Kolumbán Vilmos József (Barót, 1974. –) erdélyi református lelkész, teológiai tanár, az Erdélyi Református Egyházkerület püspöke 2024-től.

## Életpályája
Iskoláit szülővárosában, Baróton a Baróti Szabó Dávid Líceumban, és a Kolozsvári Református Kollégiumban végezte. 1993-1998 között a kolozsvári Egyetemi Fokú Egységes Protestáns Teológiai Intézet hallgatója volt. 2001-2005 között végezte doktori tanulmányait a Debreceni Református Hittudományi Egyetemen. 2023-ban habilitált a Babeș-Bolyai Tudományegyetem Református Tanárképző és Zeneművészeti Karán.
1998-2000 között a Bölöni Református Egyházközség helyettes segédlelkipásztora volt. 1999-2002 között gyakornok, 2002 júniusától asszisztens, majd 2004 októberétől egyetemi adjunktus, 2012-től docens, majd 2014 októberétől kezdve a Kolozsvári Protestáns Teológiai Intézet Egyháztörténeti Tanszékének a professzora. 2010-2016-ig pródékán, majd 2020-tól 2022 augusztusáig a Kolozsvári Protestáns Teológiai Intézet rektora. 2022-2024-ig az Erdélyi Református Egyházkerület főjegyző-püspökhelyettese. 2024 decemberében püspökké választották, püspöki beiktatásának dátuma 2025. február 1.

## Tagság tudományos társaságokban
- 2001/07	tag	Coetus Theologorum
- 2008/06	tag	Magyar Tudományos Akadémia Külső Köztestülete
- 2008/08	tag	Collegium Doctorum (Magyarországi Református Egyház)
- 2008/09	tag	Kolozsvári Akadémiai Bizottság
- 2012/05	tag	Pokoly Társaság

## Intézményi feladatkörök
- 2007/06	Szerkesztőségi munkatárs: Református Szemle
- 2010/01	 szerkesztőbizottsági tag: Studia Doctorum Theologiae Protestantis
- 2012/12	tag: Az Erdélyi Református Egyházkerület Közgyűlése
- 2012/12	  Elnök:	Erdélyi Református Egyházkerület Parókiális Könyvtárbizottsága
- 2013/04	tag	A Romániai Reformámátus Egyház Zsinatának Kánonjogi és Teologiai-Ökumenikus Bizottsága
- 2016/06	tag	Bethlen Kata Diakóniai Alapítvány Kuratóriuma
- 2016/08	tag	Apafi Mihály Református Egyetemei Kollégium Kuratóriuma
- 2017/01	szerkesztőbizottsági tag	Teológiai Fórum - a komáromi Selye János Egyetem Református Teológiai Karának tudományos lapja
- 2018/12	tag	Romániai Református Egyház Zsinata
- 2018/12	tag	Romániai Református Egyház Zsinati Tanügyi Bizottsága
- 2018/12	tag	Romániai Református Egyház Zsinati Kánonjogi Bizottság
- 2018/12	tag	Romániai Református Egyház Zsinati Állandó Tanács
- 2018/12	tag	Romániai Református Egyház Zsinati Liturgikai Bizottság

## Művei
- Kolumbán Vilmos József. Backamadarasi Kiss Gergely. Riga: Globe Edit (2017)
- Kolumbán Vilmos József:  Benkő József, az erdővidéki polihisztor.  Híres emberek,  5. sz. (2015)
- Kolumbán Vilmos József:  Törvényhozó egyház (1600-1800).  Erdélyi Református Egyháztörténeti Füzetek,  9. sz. (2002)
- Buzogány Dezső, Dáné Veronika, Kolumbán Vilmos József, Ősz Sándor Előd, Sipos Gábor. Erdélyi református zsinatok iratai I. 1591-1714, Erdélyi Református Egyháztörténeti Adatok. Kolozsvár: Erdélyi Református Egyházkerület (2016)
- Buzogány Dezső, Dáné Veronika, Kolumbán Vilmos József, Ősz Sándor Előd, Sipos Gábor: Erdélyi református zsinatok iratai II. 1715-1770. Erdélyi Református Egyháztörténeti Adatok 1/2. Kolozsvár: Erdélyi Református Egyházkerület 2016. 2. köt.
- Kolumbán Vilmos József (szerk.): A Nagysajói Káptalan egyházközségeinek történeti katasztere (1745-1814). Erdélyi Református Egyháztörténeti Adatok 5. Kolozsvár: Protestáns Teológiai Intézet 2008.
- Kolumbán Vilmos József (szerk.): A Sepsi Református Egyházmegye vizitációs jegyzőkönyvei. 1728-1790. Erdélyi Református Egyháztörténeti Adatok 3. Kolozsvár: Kolozsvári Protestáns Teológiai Intézet 2005.
- Buzogány Dezső, Dáné Veronika, Kolumbán Vilmos József, Sipos Gábor: Erdélyi református zsinatok iratai III. 1771-1789. Erdélyi Református Egyháztörténeti Adatok. Kolozsvár: Kolozsvári Protestáns Teológiai Intézet 2001. 3. köt.
- Buzogány Dezső, Dáné Veronika, Kolumbán Vilmos József, Sipos Gábor: Erdélyi református zsinatok iratai IV. 1790-1800. Erdélyi Református Egyháztörténeti Adatok. Kolozsvár: Kolozsvári Protestáns Teológiai Intézet 2001. 4. köt.